# Акценат (лингвистика)
Нагласак или акцен(а)т (према лат. accentus: ad (према) + cantus (песма)) јесте посебно истицање појединих говорних делова у говорном процесу. Под њим се подразумева нарочито истицање висине или јачине појединих делова речи или реченице у говору са жељом да се ти делови учине чујнијим. Да би се ово постигло у говорном процесу, потребно је да се ти делови говора произведу са већим утрошком енергије, који прати појачан рад мишића. Поред термина акценат (нем. Akzent, фран. accent), користи се у србистици и домаћи термин нагласак. Целокупни систем акцената у једном језику понекад се назива акценатски систем или прозодијски систем, а наука која се се бави акцентима назива се акцентологија.

## Различита значења термина акценат
Акценат се употребљава и у другим значењима:
1. одступање од стандарда, по којем се препознају или нематерњи говорници који нису у потпуности овладали говорном нормом неког језика или пак матерњи говорници у чијем је говору присутан велики број локалних ортоепских особина;
2. истицање појединих звукова или акорда у музици;
3. графички знак којим се обележавају квалитативно -квантитетске специфичности појединих делова говорног низа, делова појединих речи.

Акценат, дакле, може бити укупни аудитивни ефект оних особина изговора које сведоче о говорниковом регионалном или социјалном пореклу. У лингвистичкој литератури истиче се да се овај термин тиче само изговора, те се разликује од дијалекта, који се тиче још и граматике и речника. Регионални акценти могу се односити на било који локалитет, укључујући како сеоске тако и градске заједнице у једној земљи (нпр. „западњачки” и „ливерпулски” у Енглеској), а исто тако националне групације које говоре истим језиком (нпр. „амерички енглески”, аустралијски енглески” ), као и наш утисак о другим језицима („страни акценат”, „француски акценат”). Популарни назив народски акценат односи се на оне акценте који се изразито разликују од стандардног варијетета. Социјални акценти се односе на културу и образовање говорника. У земљама се јасно одређеним традиционалним системом друштвених класа, као што су Индија и Јапан, те се поделе одражавају у језику, и акценат је ту често класна ознака.
Акценат књижевног језика треба да буде неутралан. Званичан назив таквог акцента је прихваћени изговор. Због његове неутралности понекад се сматра да говорници прихваћеног изговора „немају акцента”. Међутим, то је погрешан израз: лингвисти истичу да свако мора имати неки акценат, мада он не мора одавати регионално порекло.
Фонетске особине акцената варирају од језика до језика, па он не мора у неком језику бити искључиво ствар гласноће него и и трајања, и висине тона: ако се упореди енглески глагол record (као у I’m going to record the tune „снимићу ту мелодију”) с именицом (I’ve got a record „имам плочу”), контраст у акценту речи између глагола и именици остварује се слоговима различите гласноће, дужине и кретања висине тона. Слична употреба истих варијабли налази се код реченичног акцента (који се још назива и контрастни акценат). Ово је важан аспект језичке анализе, нарочито интонације, зато
што може утицати на прихватљивост, значење или пресупозиције реченице; нпр. Носио је црвени шешир може се као одговор на Да ли је носио црвени капут?, док би Носио је црвени шешир био одговор на Да ли је носио зелени шешир?

## Врсте акцентуације и акцената
Систем акцената у једном језику (све квалитативне и квантитативне особине датог
језика) назива се акцентуацијом. Разликују се две врсте акцентуације: динамичка (или снажна) и тонска или музичка (још и хроматска/хроматичка) акцентуација. Поред ових термина, јављају се и термини монотонска и политонска акцентуација. Оне се обично у језицима комбинују, само у једном преовлађује јачина, а у другим музичка страна.
Динамичку акцентуацију карактерише изразито снажан изговор акцентованих слогова, напрегнута артикулација, што условљава и знатно слабији и често редуковани изговор неакцентованих слогова. Овакву врсту акцентуације налазимо у македонском, бугарском, руском, белоруском, украјинском, чешком, пољском, румунском, француском, немачком, турском, мађарском и још неким језицима. Тонску или музичку акцентуацију карактерише висина акцентованих гласова у односу на неакцентоване. Такву акцентуацију налазимо у нашем језику, затим у словеначком, литавском, шведском, старогрчком и др. језицима.
Као код акцентуације, и код акцената разликујемо два основна типа: тонске и експираторне акценте. Основне тонске разлике исказују се у изразито силазном или
изразито узлазном тону акцентованих слогова. С друге стране, експираторни акценти не
познају ни квалитативне разлике (силазни и узлазни), нити разлике у квантитету (дуги и кратки). Овакав тип акцената на нашем говорном подручју карактеристичан је за источније староштокавске говоре (призренско-тимочки).
Српски језик има сложен акценатски систем који се састоји од четири акцента и неакцентоване постакценатске дужине. Акценти се разликују по квалитету (тону: силазност — узлазност акцента) и квантитету (трајању: дужина — краткоћа акцента).
Акценти у српском језику су следећи:
1. краткосилазни (ȁ): брȁт, пȅсма, јȁбука;
2. краткоузлазни (à): жèна, сèстра, вòда, лѝвада;
3. дугосилазни (ȃ): мȃјка, нȏћ, снȇг, здрȃвље;
4. дугоузлазни (á): дéте, врáта, глáва.

## Неакцентована дужина
Поред дугих и кратких акцената силазне и узлазне интонације у нашем стандардном језику, али и у говорима који имају четвороакценатски систем, постоје и неакцентоване дужине, које се у књижевном језику јављају само у постакценатској позицији (у позицији иза акцентованог слога). Према томе, сви наглашени слогови могу бити дуги и кратки, а такође и сви слогови који се налазе после наглашених.
Неке од сталних дужина срећемо:
- у генитиву и инструменталу једнине именица женског рода на -а: вòдē, мȃјкē, дèвōјкē, глáвē; вòдōм, мȃјкōм, дèвōјкōм, глáвōм;
- у генитиву множине свих именица (код именица на -а дужина се јавља и на претпоследњем слогу): вóдā, дèвōјāкā, мȃјстōрā, одéлā;
- у наставцима одређеног вида придевских речи: бȇлӣ, -ā, -ō, зèленӣ, -ā, -ō;
- у облицима презента глагола свих врста (у облицима 1. и 2. облика мн. дужина је на претпоследњем слогу): чѝтāм, чѝтāш, чѝтā, чѝтāмо, чѝтāте, чѝтајӯ;
- у имперфекту (самогласник а): нȍшāх, чѝтāх, бèјāх;
- у глаголском прилогу садашњем: чѝтајӯћи, вòлēћи;
- у глаголском прилогу прошлом: чѝтāвши, вòлēвши, рèкāвши;
- у облику трпног придева (када се завршава на сонант -н, дужина се јавља само ако је испред њега вокал а): читāн, глȅдāн, узēт, прȍдāт;
- у радног глаголском придеву са краткосилазним акцентом у том облику и са другим акцентом у инфинитиву: прȍдао — прȍдāла — прȍдāло;
- код неких наставака, нпр. наставак -ост у номинативу једнине именица ж. рода: млȁдōст, рàздрāганōст, рȁдōст итд.

## Дистрибуција акцената
Што се тиче места акцента, акценат може бити везан и слободан. Везани (фиксирани) акценат увек се налази на истом слогу. У чешком, мађарском и финском он је везан за први слог, у француском је увек на последњем слогу, а у пољском на претпоследњем. Према Р. Јакобсону акценат код тих језика има демаркативну функцију (да се њиме разграниче речи у везаном говору). Слободни акценат, како то име само име каже, може стајати на било ком слогу, као што је то случај у литванскоме и источнословенским језицима (руском, украјинском и белоруском), као и германским, романским и јужнословенским језицима. Акценат у тим језицима према Р. Јакобсону има дистинктиву функцију (да се њиме речи међусобно контрастирају).
Српски језик, у том погледу, представља мешовити тип. Правила дистрибуције акцената у српском језику су следећа:
1. Акцентогена реч може имати само један акценат (ово не важи за узвике и сложенице);
2. Акценат не може стајати на последњем слогу речи;
3. Силазни акценти везани су за почетни слог акцентогених речи — јављају се на једносложним речима (дȃн, сȁн, длȁн) или на првим слоговима вишесложних речи (нȃвика, зȁстава или зȃстава, лȅтовалӣште);
4. Узлазни акценти јављају се на свим слоговима двосложних и вишесложних речи, осим на последњем (идéја, лепòта, девòјчица, путòвати).
5. Полусложенице, а каткад и сложенице, могу имати акценат на оба своја дела: генèрāл-пỳкōвнӣк.
6. Силазни акценати се могу преносити на проклитике. Разликују се резултати старог: на вȍду — нȁ воду, и новог преношења: од брȁта — òд брата.
7. Постакценатски слогови могу бити кратки (бȃјка, ѝгра) или дуги (девојка, радимо).[2]

## Акценат ијекавских облика
Ијекавски облици имају различите рефлексе на месту некадашњег гласа јат. На месту дугог јата јавља се двосложни рефлекс ије, а на месту кратког једносложни рефлекс је.
| акценат       | екавски изговор | ијекавски изговор |
| ------------- | --------------- | ----------------- |
| краткосилазни | ȅ               | јȅ                |
| краткоузлазни | è               | јè                |
| дугосилазни   | ȇ               | и̏је               |
| дугоузлазни   | é               | ијè               |

Дакле, једносложна замена се у акценатском погледу не разликује од екавске: дèца — дјèца, пȅсма — пјȅсма. Када је у питању двосложна замена јата, постоје две могућности, зависно од тога да ли је у питању узлазни или силазни акценат. Уколико је у питању дугоузлазни акценат, акценат у ијекавском облику биће на другом слогу замене (је) и биће краткоузлазни: дéте – дијèте. Уколико је реч о дугосилазном акценту, акценат у ијекавским речима биће на првом слогу и биће краткосилазни: снȇг — сни̏јег.
У многим случајевима, међутим, рефлекси јата нису у акцентованим слоговима. Уколико је такав слог кратак, и замена јата биће кратка (је). С друге стране, уколико је такав слог са постакценатском дужином, замена јата биће дуга — двосложна (ије).
|                    | екавски изговор | ијекавски изговор |
| ------------------ | --------------- | ----------------- |
| једносложна замена | тескòба         | тјескòба          |
| двосложна замена   | кòлēвка         | кòлијевка         |

## Дублетни облици
Акценатски дублети су акценатске варијанте неке речи, тј. двојаки акценатски лик једне исте речи. Речи могу имати дублете у основном облику, али се они могу везивати само за одређене облике дате речи, нпр. за одређени падеж или одређени облик глагола:
- основни облик именица и придева: кáрта — кȃрта, чòвек — чȍвек, разнòрāзнӣ — рȁзнорāзнӣ;
- генитив множине именица: друговā — другóвā, грȁдōвā — градóвā;
- акузатив једнине именица женског рода: стéну — сте̑ну, трáву — трȃву;
- датив, инстументал и локатив именица: дру̏говима — другòвима, дȃнима — дáнима;
- инфинитив: òбући — обýћи, ѝзвести — извèсти;
- 1. и 2. лице множине презента: чѝтāмо, -āте и читáмо, -áте итд.

## Дистинктивна функција акцента
Акценат у српском језику има дистинктивну функцију (семантичко-диференцијални знак) може служити и као средство за разликовање речи које су идентичног фонемског састава.
Разлика између речи са кратким акцентом ỳпала и у̏пала:
- краткоузлазни: Она је ỳпала у собу. (женски род једнине радног глаголског придева глагола упасти);
- краткосилазни: Имам у̏палу мишића.(акузатив једнине именице упала).

Разлика између речи са дугим акцентима рáван и рȃван:
- дугоузлазни: Овај сто је рáван. (придева раван у мушком роду једнине);
- дугосилазни: Тачка, права и рȃван су основни појмови геометрије. (номинатив једнине именице раван).

Још неки од примера су:
- грȃд (насељено место) — грȁд (атмосферска падавина),
- пàра (ситан новац) — пȁра (гасовито стање воде),
- лу̑к (оружје за бацање стрела) — лу̏к (врста поврћа),
- Зóра (женско име) — зòра (свитање),
- сèдети (бити у седећем ставу) — сéдети (постајати сед),
- налàгати (напричати много лажи) — налáгати (давати налоге),
- ку̏пити (скупљати) — ку́пити (узети за новац).

Акценат и постакценатска дужина, поред тога што служе као средство за разликовање посебних речи, могу служити и као средство за разликовање различитих облика исте речи:
- прóзора (генитив једнине) — прóзōрā(генитив множине),
- кућē(генитив једнине) — куће (номинатив множине),
- гȍре (прилог) — гòрē(3. л. мн. презента глагола горети) – горе(ср. род придева зао у компаративу).